# Nageia fleuryi
Nageia fleuryi е вид растение от семейство Podocarpaceae. Видът е почти застрашен от изчезване.

## Разпространение
Разпространен е в Китай, Лаос и Виетнам.